# Rörgrynnor
Rörgrynnor är en ö i Finland. Den ligger i sjön Hinjärv och i kommunen Närpes i den ekonomiska regionen  Sydösterbotten och landskapet Österbotten, i den sydvästra delen av landet, 300 km nordväst om huvudstaden Helsingfors. Öns area är 2 hektar och dess största längd är 320 meter i nord-sydlig riktning.